# Viloyat Surxondaryo
Die Viloyat Surxondaryo (usbekisch Surxondaryo viloyati, kyrillisch Сурхондарё вилояти; russisch Сурхандарьинская область/Surchandarinskaja oblast) ist eine Viloyat (Provinz) im Süden von Usbekistan. Die Fläche beträgt 20.800 km², bei einer Einwohnerzahl von 2.462.300 Einwohnern, von denen etwa 80 % auf dem Land leben. Bewohnt wird die Viloyat überwiegend von Usbeken.
Die Viloyat ist nach dem durch sie fließenden Surxondaryo benannt. Gegründet wurde sie am 6. März 1941 per Dekret des Präsidiums des Obersten Sowjets der UdSSR.

## Verwaltung
Die Viloyat Surxondaryo teilt sich in 14 Verwaltungsdistrikte und die kreisfreien Städte Denov und Termiz. Hauptstadt ist Termiz mit 139.299 Einwohnern. Andere größere Städte sind beispielsweise Jarqoʻrgʻon, Sherobod, Boysun und Shoʻrchi.
| Nr | Bezirk      | Hauptort    | Nr | Bezirk    | Hauptort  |  |
| 1  | Angor       | Angor       | 8  | Muzrabot  | Xalqobot  |  |
| 2  | Bandixon    | Bandixon    | 9  | Oltinsoy  | Qarluq    |  |
| 3  | Boysun      | Boysun      | 10 | Sariosiyo | Sariosiyo |  |
| 4  | Denov       | Denov       | 11 | Sherobod  | Sherobod  |  |
| 5  | Jarqoʻrgʻon | Jarqoʻrgʻon | 12 | Shoʻrchi  | Shoʻrchi  |  |
| 6  | Qiziriq     | Sariq       | 13 | Termiz    | Termiz    |  |
| 7  | Qumqoʻrgʻon | Qumqoʻrgʻon | 14 | Uzun      | Uzun      |  |

## Geographie
Der südliche und südöstliche Teil der Viloyat ist flach. Im Norden erstreckt sich das Hissargebirge. Sie grenzt an Turkmenistan, Tadschikistan, Afghanistan und die Viloyat Qashqadaryo.

### Klima
Das Klima ist sehr kontinental geprägt, mit milden, feuchten Winter- und heißen, trockenen Sommermonaten.

## Wirtschaft
Bodenschätze sind Erdöl, Erdgas und Kohle. Sonstige Industrien, wie Lebensmittelverarbeitung und Baumaterialerzeugung sind weitere wichtige Einkommensquellen in der sonst sehr ländlich geprägten Region. Landwirtschaft wird in Form von Baumwollplantagen, Seidenraupenzucht, Pflanzenzucht und Weinbau betrieben. Surxondaryo ist der größte Lieferant von dünnfaseriger Baumwolle in Usbekistan. Das teilweise herrschende subtropische Klima ermöglicht den Anbau von Zuckerrohr.
Die Infrastruktur in dieser Region ist gut entwickelt. Über 300 km Eisenbahnstrecke und 2000 km befestigte Straßen ermöglichen auch einen Handel über die usbekische Grenze hinaus. Der einzige Hafen in Zentralasien, der an einem Fluss gelegen ist, befindet sich in Termiz am Amudarja.

## Kultur
Der  „Kulturraum des Bezirks Boysun“ wurde 2008 in die Repräsentative Liste des immateriellen Kulturerbes der Menschheit der UNESCO aufgenommen. Damit werden die vielfältigen Traditionen und Riten gewürdigt, die unter den 80.000 Einwohnern dieser abgelegenen Region, die früher an der Seidenstraße lag, erhalten blieben und in denen sich Elemente des schamanistischen Glaubens, des Zoroastrismus, Buddhismus und Islam zeigen. Auch musikalische Zeugnisse sind erhalten geblieben.